# Shinfield
Shinfield est une paroisse civile et un village du Berkshire, en Angleterre.